# Ana Labordeta
Ana Labordeta de Grandes (Zaragoza, España, 19 de agosto de 1965) es una actriz española, hija del cantautor, escritor y político José Antonio Labordeta y de Juana de Grandes. Tiene dos hermanas, la escritora y periodista Ángela Labordeta y Paula Labordeta.

## Biografía
De vocación tardía, su carrera profesional se centra en el mundo del teatro, aunque también ha participado en algunas películas y series de televisión. 
Su interpretación como Carlota en la obra 23 centímetros le hizo ganadora del Premio Miguel Mihura de la SGAE en 2003, premio que se otorga a la mejor actriz de una obra creada por algún autor español. 
En 2009 ganó el premio a la mejor actriz secundaria por su gran trabajo en la serie de TVE Amar en tiempos revueltos, interpretando a Rosario, la gerente del Morocco. 
En 2010 fue nominada a los premios Max de Teatro en la categoría de mejor actriz de Reparto por su papel en el montaje teatral Noviembre.

## Filmografía

### Televisión
- 2025-presente: Sueños de libertad. Antena 3. Como Irene Carpena.
- 2024: Los años nuevos (Movistar+)
- 2021: Luimelia. Atresplayer Premium. Como Devoción "Devi" González
- 2020 - presente: Valeria. Netflix. Como Madre de Nerea
- 2020 - 2021: Madres. Amor y vida. Amazon Prime Video, Telecinco y Cuatro. Como Victoria "Vicky" Ruano López
- 2020: Caronte. Amazon Prime Video. Como Jueza
- 2018: Sabuesos. La 1. Como Mercedes Castro.
- 2018: La catedral del mar. Antena 3. Como Madre de Francesca.
- 2015: Vis a vis. Antena 3. Como Paloma, La Gobernanta.
- 2014: Velvet. Antena 3. Como Doña Cayetana.
- 2014: Víctor Ros. La 1. Como Madre de Víctor.
- 2014: Los misterios de Laura. La 1. Como Alba Lago / Sarah Giddens.
- 2013: El don de Alba. Telecinco. Como
- 2010: Acusados. Telecinco. Como Helena Ruiz
- 2006 - 2009: Amar en tiempos revueltos. La 1. Como Rosario
- 2006: Matrimonio con hijos. Cuatro.
- 2006: Génesis, en la mente del asesino. Cuatro.
- 2005: SMS, sin miedo a soñar. laSexta. Como
- 2005: Aída. Telecinco. Como Toñi
- 2005: Motivos personales. Telecinco. Como Rosa
- 2000 - 2004: El comisario. Telecinco.
- 2002: Policías, en el corazón de la calle. Antena 3.
- 2001: Paraíso. La 1. Como Tere
- 2001: Hospital Central. Telecinco. Como Mari Cruz Rollán
- 2001: ¡Qué grande es el teatro!. La 2. Como Inés
- 1992: Crónicas del mal (1 episodio)
- 1991: Las chicas de hoy en día (1 episodio)
- 1991: La huella del crimen 2 como Juglar/La Gaditana (2 episodios)
- 1991: Crónicas urbanas (1 episodio)
- 1989: Brigada Central como Vicky (1 episodio)

### Cine
- 2020: Uno para todos como Carmen
- 2015: Embarazados como doctora
- 2010: Planes para mañana como Marian
- 2007: Quiéreme como psiquiatra
- 2003: Soldados de Salamina como empleada residencia Gerona
- 2002: Primer y último amor como Cecilia
- 2000: Obra maestra
- 1995: Una casa en las afueras como Marta
- 1995: ¡Oh, cielos! como Elvira

### Cortometrajes
- 2012: La media vuelta como Silvia
- 2007: Avalancha como Eva

### Teatro
- 2024: Camino al Zoo (con Fernando Tejero y Dani Muriel)
- 2023: Adictos (con Lola Herrera y Lola Baldrich)
- 2016: El Padre (Con Héctor Alterio)
- 2014: Pluto (de Aristófanes y dirección de Magüi Mira)
- 2014: Atlas de geografía humana. (Almudena Grandes ) dirección de Juanfra Rodríguez
- 2012: Querida Matilde como la hija de Matilde (con Lola Herrera y Daniel Freire)
- 2011: Radioteatro para la Cadena Ser
- 2011: Las bicicletas son para el verano
- 2011: Noviembre
- 2007: El guía del Hermitage, como Sonia (con Federico Luppi y Manu Callau)
- 2007: Un Picasso (de José Sacristán)
- 2003: Excusas (de Joel Joan)
- 2002: Los puentes de Madison (con Manuel de Blas y Charo López)
- 2002-2003: 23 centímetros
- 1999: La hermana pequeña, como Inés
- 1997: Así que pasen cinco años (de Federico García Lorca)
- 1996: Retablillo con Don Cristóbal (de Federico García Lorca)
- 1996: La Señá Rosita (las tragicomedias y las cachiporras)
- 1996: El visitante (de Antonio Amado)
- 1996: Después de la lluvia
- 1990: La Orestíada
- 1985: Comedias bárbaras
- 1985: El mercader de Venecia
- 1985: Marat Sade
- 1985: Después de la lluvia
- 1985: La soledad del guardaespaldas

## Premios
Premios de la Unión de Actores
| Año  | Categoría                             | Serie/Obra                | Resultado |
| ---- | ------------------------------------- | ------------------------- | --------- |
| 2022 | Mejor actriz secundaria de televisión | Madres. Amor y vida       | Ganadora  |
| 2010 | Mejor actriz de reparto de televisión | Acusados                  | Ganadora  |
| 2008 | Mejor actriz secundaria de televisión | Amar en tiempos revueltos | Ganadora  |
| 2003 | Mejor actriz secundaria de teatro     | Noviembre                 | Nominada  |

Premios Max
| Año  | Categoría               | Obra         | Resultado |
| ---- | ----------------------- | ------------ | --------- |
| 2010 | Mejor actriz de reparto | Noviembre    | Nominada  |
| 1998 | Mejor actriz de reparto | El visitante | Nominada  |

Otros
- Premio "Francisco Rabal" de la Primavera Cinematográfica de Lorca 2010 por su interpretación de Marian en la película Planes para mañana, de Juana Macías.
- Premio Mayte de Cantabria en el año 2010, por su papel de asesora lesbiana del presidente de Estados Unidos en la obra Noviembre, de David Mamet.
- Su interpretación como Carlota en la obra 23 centímetros la hizo ganadora del Premio Miguel Mihura de la SGAE en el año 2003, premio que se otorga a la mejor actriz de una obra creada por algún autor español.